# Albert Portevin
Albert Marcel Germain René Portevin (* 1. November 1880 in Paris; † 12. April 1962 in Abano Terme) war ein französischer Metallurge.

## Leben
Portevin studierte ab 1899 Chemie an der École centrale des arts et manufactures und wurde dort 1925 Professor für Metallurgie. Außerdem lehrte er an anderen Hochschulen wie der École supérieure de fonderie et de forge. 1907 wurde er Herausgeber der Zeitschrift Revue de métallurgie. Unter Mitwirkung von Henry Le Chatelier und Léon Guillet errang diese Zeitschrift eine führende Stellung auf dem Gebiet der Metallurgie.
1942 wurde er Mitglied der Académie des sciences und 1959 deren Präsident. 1952 wurde er als auswärtiges Mitglied in die Royal Society aufgenommen, 1954 in die National Academy of Sciences. Er war Mitglied der Ehrenlegion (Grand Officier de la Légion d’Honneur).
Portevin leistete wichtige Beiträge bei der Erforschung rostfreier Stähle, speziell zur Korrosionsbeständigkeit von Chromstählen und deren Verwendung in der chemischen Industrie. Seine Entdeckungen und Untersuchungen erstreckten sich auf viele Gebiete der Metallurgie, so unter anderem auf das Aushärten von Leichtmetalllegierungen. In Zusammenarbeit mit Le Chatelier entdeckte er den Portevin-Le-Chatelier-Effekt.